# Mark A. Milley
Mark Alexander Milley (født 20. juni 1958 i Winchester) er en amerikansk 4-stjernet general i United States Army. I august 2015 blev han den 39. Chief of Staff of the United States Army. Før det var han ét år chef for United States Army Forces Command og 750.000 aktive soldater. 
Milley er én ud af otte personer i Joint Chiefs of Staff som rådgiver USA's præsident og Forsvarsministeriet. Han har siden 1. oktober 2019 fungeret som formanden for joint Joint Chiefs of Staff.